# Fantômette et le Trésor du pharaon
Fantômette et le Trésor du pharaon est le 16e roman de la série humoristique Fantômette créée par Georges Chaulet.
Le roman, publié en 1970 dans la Bibliothèque rose des éditions Hachette sous le no 186, comporte 184 pages. Il évoque l'annonce publique par un spécialiste de l'Égypte ancienne qu'il a retrouvé la trace d'un trésor ayant appartenu au pharaon Ramsès IV. Il est enlevé peu après : Fantômette recherche le savant et le trésor.

## Notoriété
De 1961 à 2000, les ventes cumulées des titres de Fantômette s'élèvent à 17 millions d'exemplaires, traductions comprises.
Le roman Fantômette et le Trésor du pharaon a donc pu être vendu à environ 300000 exemplaires.
Comme les autres romans, il a été traduit en italien, espagnol, portugais, en flamand, en danois, en finnois, en turc, en chinois et en japonais.

## Personnages principaux
- Françoise Dupont / Fantômette : héroïne du roman
- Ficelle : amie de Françoise et de Boulotte
- Boulotte : amie de Françoise et de Ficelle
- Pr Pflafluff : égyptologue
- « Œil de Lynx » : journaliste à France Flash
- Socrate Mykonos
- Théodore Théodocratis

## Résumé
Remarque : le résumé est basé sur l'édition cartonnée non abrégée parue en 1970 en langue française.
- Mise en place de l'intrigue (chapitres 1 à 3)

Le roman débute alors que Fantômette vient de vivre sa précédente aventure. Elle met en marche la télévision et regarde un reportage concernant un égyptologue, le Pr Pflafluff, qui dit avoir retrouvé la trace d'un trésor ayant appartenu au pharaon Ramsès IV. Le lendemain, Fantômette apprend que le savant a mystérieusement disparu.
- Aventures et enquête (chapitres 4 à 10)

Soupçonnant un enlèvement, elle fait une enquête, et ses soupçons se portent sur un aventurier grec, Socrate Mykonos. Elle se rend, de nuit, au domicile de ce dernier, et constate que l'homme a effectivement enlevé le savant. Celui-ci remet à Fantômette une photographie ainsi que son carnet d'annotations. Néanmoins Socrate Mykonos parvient à reprendre le carnet. Fantômette décide d'épier discrètement le domicile du bandit. 
En fin de compte, elle découvre où a été caché le trésor de Ramsès IV : à l'intérieur même de l'Obélisque de Louxor ramené en France en 1839, et situé depuis au milieu de la place de la Concorde à Paris ! L'obélisque était creux et le trésor était caché à l'intérieur. 
- Dénouement et révélations finales (chapitres 11 et 12)

Fantômette découvre que le bandit séquestre le Pr Pflafluff chez le sculpteur Théodore Théodocratis et le fait libérer. Elle retrouve aussi le trésor, abandonné par le bandit et ses complices. Pendant que Françoise/Fantômette faisait son enquête et résolvait avec succès l'enlèvement du savant et découvrait le lieu du trésor, Ficelle, de son côté, se livrait à diverses recherches sur l'emplacement du trésor, utilisant pour ce faire diverses techniques telles que la radiesthésie, la cartomancie et le déchiffrage du marc de café, sans aucun succès…

## Autour du roman
- L'Obélisque de Louxor a été érigé entre - 1280 et - 1240 sous le règne de Ramsès II, et que le règne de Ramsès IV a eu lieu vers - 1150, soit un siècle plus tard.
- Le récit peut rappeler par certains points le scénario de Fantômette contre Charlemagne (1974).

## Appréciation critique
Pierre Bannier, dans son essai Les microsociétés de la littérature pour la jeunesse - L'exemple de Fantômette, indique en page 142 :
« Sans doute l'un des meilleurs romans de Fantômette. C'est en pensant à une aventure d'Arsène Lupin, L'Aiguille creuse, que Chaulet a imaginé que l’obélisque de la place de la Concorde, à Paris, pourrait être creux et contenir le trésor d'un pharaon. Pour préparer ce livre, l'auteur réalisa de nombreux repérages sur place, au musée du Louvre, et dut étudier les hiéroglyphes. »